# Дробнячи

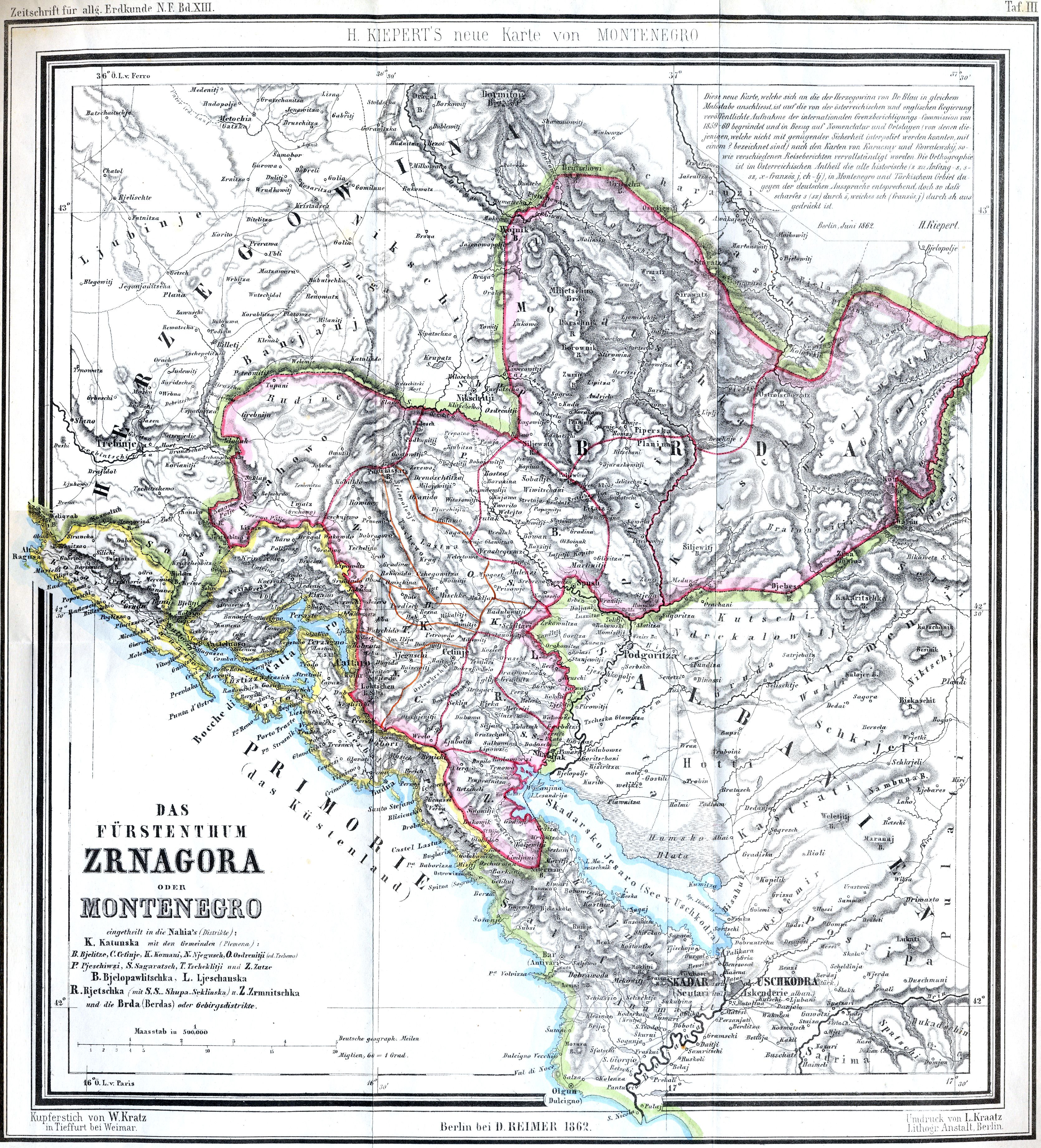
Карта Черногории, 1862 год

Дробнячи (серб. Дробњаци) — сербское племя и историческая область Дробняк в Старой Герцеговине в Черногории (муниципалитеты от Никшича до Шавника, Жабляка и Плевля). Его неофициальный центр находится в Шавнике. В сербских православных семьях святой Георгий (Дурджевдан) является покровителем (слава), а также большинство церквей Дробняка посвящены Святому Георгию. Семьи Дробняк присутствуют во всех бывших югославских республиках, а также в Венгрии и населенных венграми частях Румынии и Словакии, где это слово пишется в мадьяризированной форме как Дробняк.

## История

### Происхождение и ранняя история
По словам сербского историка Андрия Лубурича (1930), по устной традиции они происходили из Травника в Боснии и Герцеговине и первоначально назывались Новляни. Первое упоминание этого имени было в документе Рагузы 1285 года, где упоминался Влах Братинья Дробняк. Термин «Влах» имеет германский корень «валх», означающий «иностранец». Фамилия, вероятно, происходит от племенного или регионального названия . Племена чаще формировались путем скопления, чем через кровное родство, хотя в племенных преданиях его члены происходят от общего предка; ядро объединяло более мелкие группы, которые принимали эти знания как свои собственные.
Название племени Дробнячи (Дробиньячич, Дробгнах, Дроггнац, Дропгнах, Друпинах, Идобриньяч) в Герцеговине можно проследить из рагузских источников XIV века; Драгоссиус Костадинич vlachus Drobignaçich (1365 г.), Goitan Banilouich et Bogosclauus Dessiminich vlacchi de chatono de Dobrgnaçi (1376 г.), Vulchota filius Dobroslaui Drobgnach (1377 г.), Дубрауэч Чостадинич и Юрех Богутуич Дробначи (1377 г.) и так далее. На протяжении XIV и 15 веков они конкретно упоминаются как катуны «Влахи» или «Морлахи». Они населяли земли вокруг Йезеры, Приеполя (1423 г.), Биела (1443 г.). Некоторые отдельные примеры — Мильсен Клапчич, Влахус де Дробнах в 1390 году обязались заплатить 12 преступников Якову Гундуличу и Прибилу Мирковичу за одну лошадь, которая была конфискована в Езерах. Влах Радивое Вукшич из Дробняци, начальник каравана, в 1423 году был обвинен в Рагузе в ограблении итальянца и должен был заплатить 40 преступников. Некий Влахус Дробнах конфисковал в Езере трех баранов у рагузца; в 1454 году похитил несколько сопровождающих, а также в 1456 году похитил некоего рагузского юношу, которого продали туркам. В Герцеговине они служили феодалам Сандалю Граничу Косаче и Степану Вукчичу Косаче.
Первые упоминания о племени в документах Которского залива относятся к самому концу 14 века. Во второй половине XV и XVI веках упоминаний нет. В первую очередь речь идет о личных ценностях и столовом серебре, а также о свинце . Они не упоминались как влахи, за исключением Радмануса Петковича де Дробгнациса Влаха в 1443 году и некоторых денег морлаха в отношении какого-то ожерелья, сделанного способом «clavorum».
Устная традиция, зафиксированная Лубуричем (1930) племени в Черногории, сохранила рассказы об ожесточенных конфликтах с коренным племенем кричи. В первом кричи победили, и для заключения мира кричский воевода Калок женился на дочери князя Косорича. Однако через несколько лет Дробнячи спровоцировали новый конфликт, и среди жителей Оногоштана Риджани и Баньяни победили их. Кричи воссоединились в Фоче и атаковали Дробнячей, но снова потерпели поражение и двинулись через реку Тара. Предание о том, что на землях Дробнячей началась война против греков, вероятно, является воспоминанием о князе Стефане Воиславе против Византийской империи.
В конце 1477 года у Дробняка было 636 дворов. В дефтере упоминается катун воеводы Герака Ковачева в нахии Комарница.

### XVI век
Братства начали формироваться в Дробняке лишь в начале XVI века.
В 1538 году османский чиновник в Боснии Хусрет-бей напал на Дробняка. Он снова атаковал в 1541 году в битве при Мокро, в которой его силы были уничтожены, а он погиб. Хусрет-бей на самом деле является исторической личностью Гази-Хусрев-бега.
В конце XVI века сербские монахи Дамьян и Павел Милешевы отправили Папе письмо, в котором объясняли, «что такое Сербия», среди десятков родовых территорий упоминались и Дробнячи, среди других старых катунов.
Сожжение останков Святого Саввы после Банатского восстания (1594 г.) спровоцировало сербов в других регионах на восстание против османов. Бои также вспыхивали от Бара до Улциня и в Белопавличах. В 1596 году восстание вспыхнуло в Белопавличах, затем распространилось на Дробнячи, Никшичи, Пиву и Гацко (см. Сербское восстание 1596-97). Оно было подавлено из-за отсутствия иностранной поддержки.

### XVIIиXVIII век
В Гергиев день 1605 года Дробнячи победили османов в Буковице, однако в том же году они были вынуждены принять османское правление. Дробняцкий воевода Иван Калуджерович был вынужден османами в Плевле, где он был убит Татаран-пашей . Согласно фольклору, все семьи Дробняков символически стали побратимами (кровными братьями) и приняли Джурджевдана как свою славу и самый важный праздник после победы над османами. В 1620 году князь Дробняци Секула Церович участвовал в собрании сербских вождей вБелграда относительно освободительных действий, в которых ему предстоит сыграть важную роль.
Дробнячи, как и другие племена Черногории, Брды и Восточной Герцеговины, присоединились к Венеции в Критской войне. Дробняк воевода Павел Абазович пал в Пиве в 1646 году в битве, которая, как говорят, унесла триста жизней Дробнячей. В 1649 году князь Илия Балотич с дробняками и другими герцеговинскими племенами захватил Рисак и передал его Венеции. В 1658 году вожди Герцеговины потребовали, чтобы венецианцы направились к ним как можно скорее. В 1662 году санджак-бей Герцеговины призвал 57 вождей из Никшича, Пивы, Дробняка и Морачи приехать в Колашин, где он убил их всех по приказу великого визиря из-за сотрудничества с Венецией. Считается, что во время Критской войны, в которой Дробнячи поддерживали Венецию против османов, а частично исламизированные кричи поддерживали османов, два племени вступили в конфликт. Дробняцы победили кричей, убили их воеводу и оттеснили их с левой стороны Тары на правую. Дробнячи теперь владели Езерой. В 1664 году Эвлия Челеби рассказал, что Сохраб Мехмед-паша напал на нахию Дробнячи, и хотя они захватили в плен много людей, Дробнячи убили более 100 солдат паши.
Вуловичи, Джурджичи, Косоричи, Томичи и Церовичи поселились в уезде Дробняк в XVII веке, родом из Банджани. В 1694 году в Дробнякском уезде поселились сербы Ускоки, изгнанные турками из Албании.
Согласно фольклору, Дробнякский воевода Станиша отправился к паше Скутари, Махмуду-паше, и получил воеводство санджаков Герцеговины и аладж-барьяк Герцеговины для племени Дробняк, около 1778 года. В 1780-х годах он был убит османами после того, как его сочли неуверенным и ненадежным для османского правления.
В 1789 году Йован Радонич, губернатор Черногории, во второй раз писал императрице России: «Теперь все мы, сербы из Черногории, Герцеговины, Баньяни, Дробняци, Кучи, Пипери, Белопавличи, Зеты, Клименти, Васоевичи, Братоножичи, Печ, Косово, Призрен, Арбания, Македония принадлежат вашему превосходительству, и молитесь, чтобы вы, как наша добрая мать, послали сюда князя Софрония Юговича».

### XIX век
После того, как Карагеоргий Петрович был выбран лидером восстания в санджаке Смедерево (1804 г.), более мелкие восстания также вспыхнули в Дробнячах (1805 г.), Ровце и Мораче.
При князе Черногории Николае I Петровиче и признании Берлинским конгрессом (1878 г.) племена Пива, Баньяни, Никшичи, Шаранцы, Дробнячи и большое количество рудинян образовали регион Старая Герцеговина нового черногорского государства.

### Конфликт с османскими феодалами Ченгич
Смаил-ага Ченгич (1780—1840), османский феодал, часто воевал с кланом Дробнячи, а в письмах Негоша в 1839 году известно, что Рустем-ага, сын Смаила, часто насиловал местных женщин из племен Дробнячей и Пивлян. Дробнячам надоело насилие над своими женщинами, и они обратились к Петру II Негошу (который потерял восемь членов семьи в битве при Грахово), организовав заговор против османских феодалов, планируя сначала убить Смаила. Главными заговорщиками были Новица Церович и Джоко Малович. Подмалинский монастырь был местом сбора членов племени Дробнячей которые традиционно проводили здесь собрания, последний раз в 1840 году, чтобы принять решение убить Смаил-агу Ченгича. Они начали с того, что попросили Смаила самому собрать налоги, и в сентябре 1840 года ага поставил свою палатку в Млетичаке, в восточной части Дробнячей. Ночью силы атакуют лагерь, Смаил и несколько турок убиты. Обстоятельства упоминаются в письме российскому консулу в Дубровнике: «Отъявленный преступник Смаил-ага Ченгич, муслим Гацко, Плевля, Колашини Дробнячи почти каждый год нападали на наши приграничные районы с участием нескольких тысяч человек. В этом году он также разбил свою палатку в трех часах езды от нашей границы и начал собирать войска для вторжения в наше племя Морача. Наши люди узнали о его злом намерении раньше, собрали около 300—400 человек и утром 23 сентября напали на его палатку, зарезали самого агу и около 40 его преступников-единомышленников. Этот выдающийся человек был более важным в этих регионах, чем любой из визирей». События богато засвидетельствованы в сербской эпической поэзии.

### XX век
Дробнячи поддержали Белый список на Ассамблее в Подгорице p. 285.
В 1927 году в Дробняцах было 40 поселений из 2200 домов с населением 14-15 000 человек. Столицей был Шавник.
1 апреля 1945 года в Шавнике было казнено более тридцати заговорщиков, большая часть которых принадлежала к Караджичам.

### Братства и семьи
В антропологических исследованиях братства Дробняка делятся на Новляни, Уселеничи, Ускочи и семьи перемещенных лиц; или Старинцы, Новляни, Усельеничи, Ускочи (далее разделенные на Шаранцы и Ускочи), а также семьи эмигрантов.
- Старинцы («туземцы»), поселившиеся до XVI века, сегодня насчитывают 57 семей, самой старой из которых является Мандич[10].
- Новляне, сегодня насчитывают 113 семей[33].
- Усельеничи, сегодня насчитывают 119 семей[33].
- Шаранцы, поселившиеся во второй половине XVII века, сегодня насчитывают 44 семьи[33].
- Ускочи, поселившиеся последними из района Никшича, сегодня насчитывают 52 семьи[33].

Наиболее известные братства (братства) клана — семьи Абазович, Шливанчанин, Церович, Караджич, Малович, Чупич, Косорич, Яукович и Зарубица. Братства Вуловичи, Дурджичи, Косоричи, Томичи и Церовичи были основаны, когда они поселились в Дробнячах из Баньяни в XVII веке. Первоначально клан был сформирован пятью родственными братствами: Церович, Джурдич, Косорич, Томич и Вулович (из которых Жугич). Дробнячи в большинстве своем православные, особенно смешанная мусульманско-сербская семья — Калабич, мусульманские семьи — Селимовичи и Джигаль.
Кланы Ускочи и Шаранцы также считаются частью Дробнячей или их родственниками.

## Известные люди
- Новица Церович (1805—1895), воин, сенатор и вождь Дробняков; родился в Тушине, Шавник.
- Младен Милованович (ок. 1760—1823), один из руководителей Первого сербского восстания
- Веселин Шливанчанин (р. 1953), югославский офицер
- Вук Караджич (1787—1864), сербский филолог, антрополог и лингвист
- Йован Курсула (1768—1813), сербский воевода (полководец) Первого сербского восстания.